# Chondielen
Chondielen (ros. Хонделен) – wieś w Rosji, w Tuwie, w kożuunie barun-chiemczickim. W 2010 liczyła 559 mieszkańców.